# Fundação Nacional de Bonsai

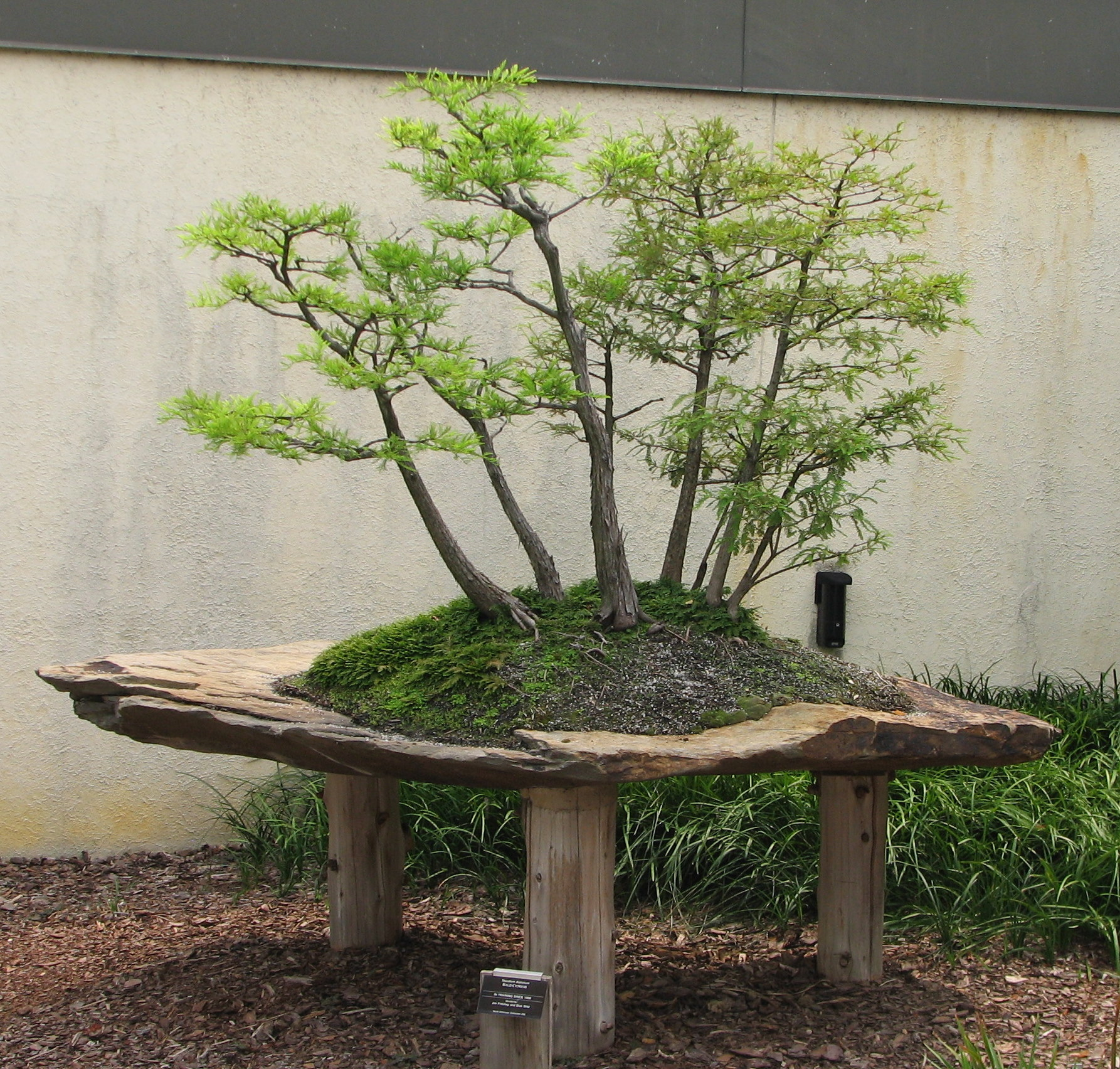
Uma floresta de taxodium distichum em exposição no National Bonsai and Penjing Museum, foi criado em 1988.

Fundação Nacional de Bonsai (NBF, National Bonsai Foundation) é uma organização sem fins lucrativos que foi criada para sustentar o National Bonsai and Penjing Museum. NBF também apoia o Arboretum Nacional dos Estados Unidos a divulgar as artes do Bonsai e Penjing. O National Bonsai and Penjing Museum está localizado no terreno de 446 acres (1,80 km 2) da Arboretum Nacional dos Estados Unidos, no nordeste de Washington D.C.. A cada ano, mais de 200.000 pessoas visitam o museu. Ilustres convidados nacionais e internacionais de vários departamentos federais também estão entre os visitantes. O Museu Nacional de Bonsai e Penjing está aberto todos os dias das 10:00 a.m às 4:00 p.m.